# Arnošt Lustig

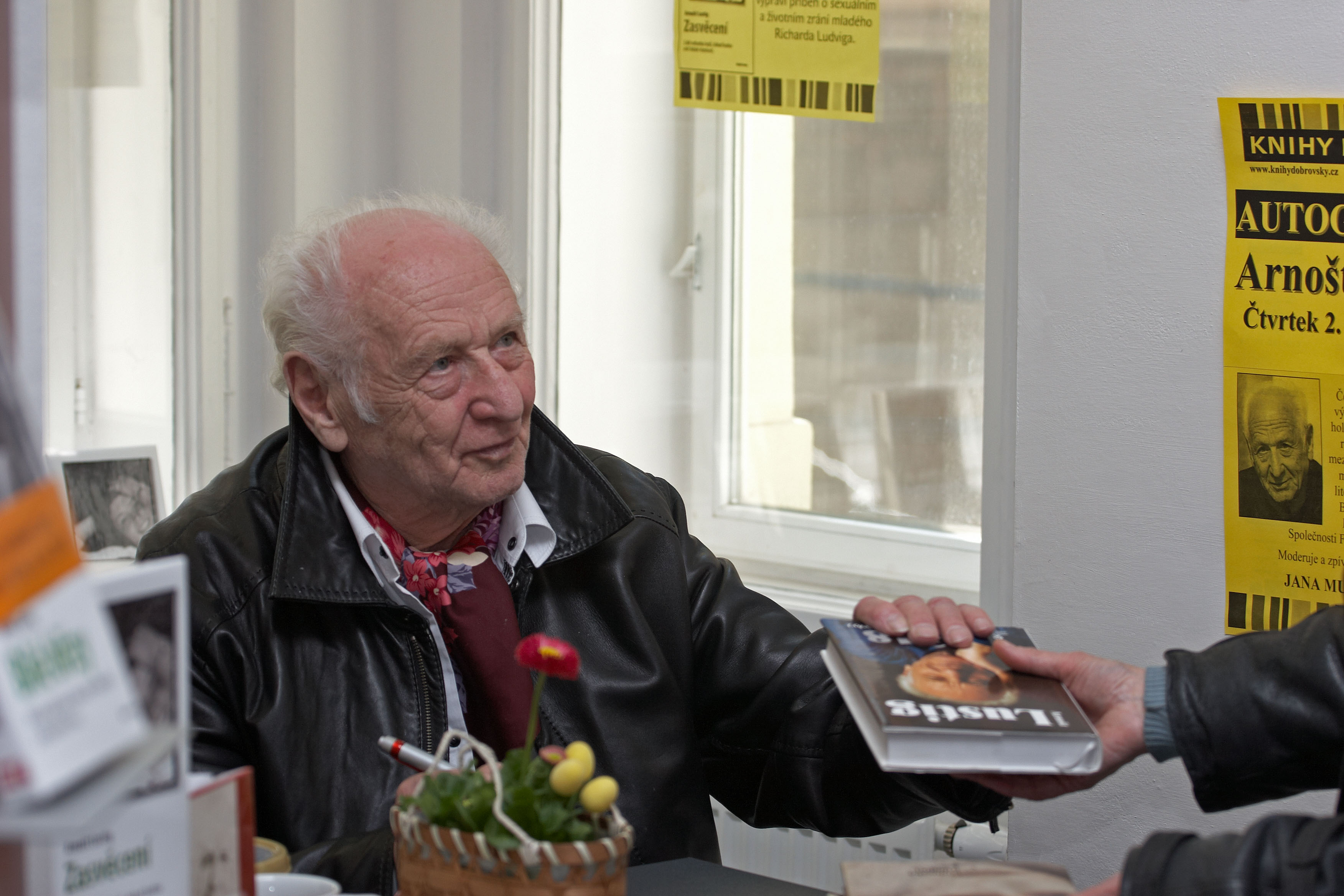
Arnošt Lustig tijdens een signeersessie in 2008.

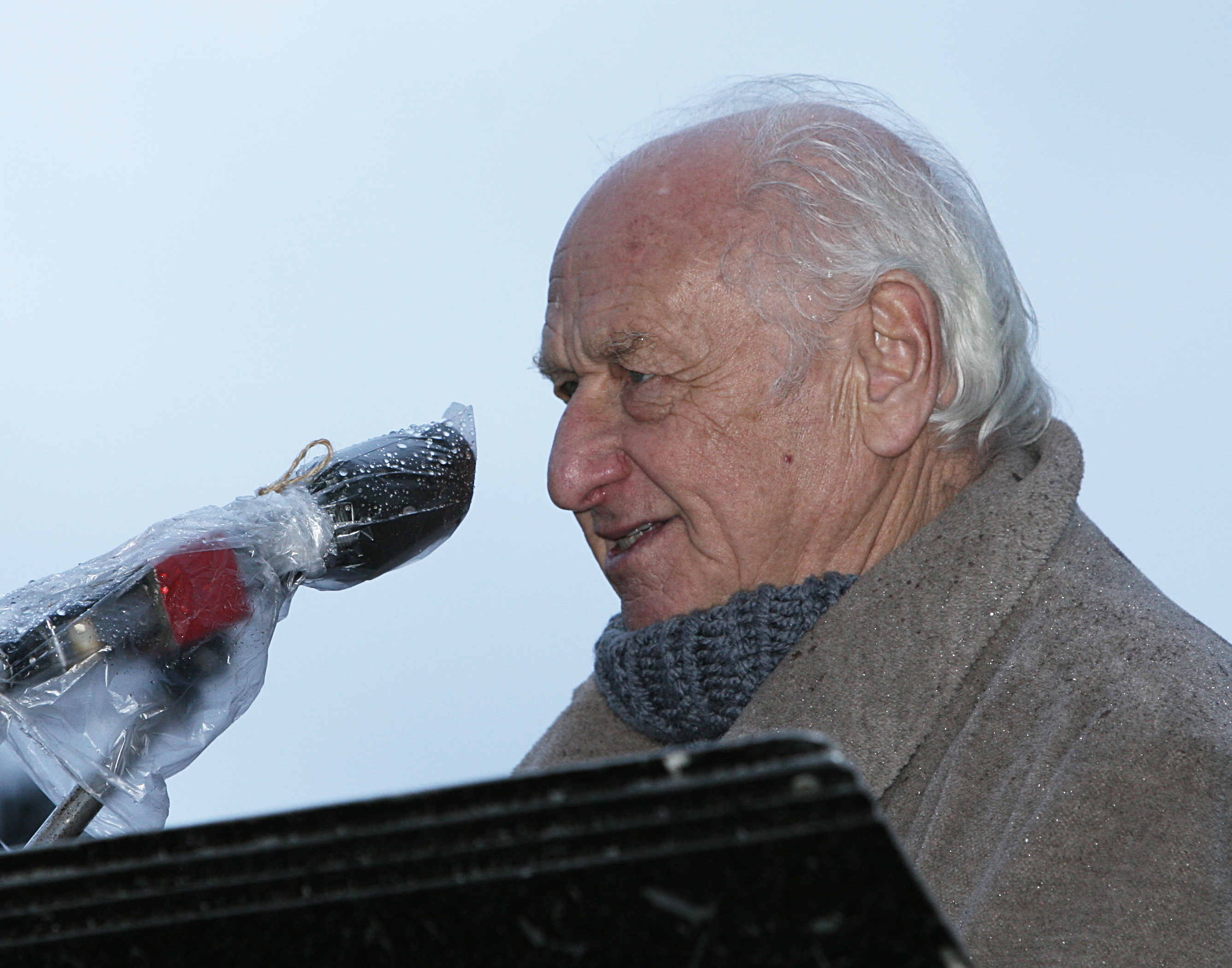
Arnošt Lustig tijdens een antinazi demonstratie in Praag op 10 november 2007

Arnošt Lustig (IPA ˈarnoʃt ˈlustɪk; uitspraak in het Tsjechisch) (Praag, 21 december 1926 – aldaar, 26 februari 2011) was een Joods Tsjechisch schrijver en journalist. Lustig was een overlevende van de naziconcentratiekampen, de Holocaust vormt het hoofdthema van zijn oeuvre. Lustig schreef zowel toneelstukken, romans als korte verhalen. Zijn ervaringen in de concentratiekampen heeft hij verwerkt in boeken als De reis van Katharina Horowitz en Het donker kent geen schaduw.

## Biografie

### Vroegere leven en de Tweede Wereldoorlog
Lustig werd geboren op 21 december 1926 in Praag, de hoofdstad van het toenmalige Tsjecho-Slowakije. In 1939 werd het Lustig en andere joodse leerlingen door de Duitse bezetter verboden nog langer lessen te volgen aan de technische school. In 1942 werd hij samen met zijn familie gedeporteerd naar concentratiekamp Theresienstadt in Terezín. In 1944 werd hij gedeporteerd naar Auschwitz, en vervolgens in 1945 naar Buchenwald, omdat het Rode leger Auschwitz naderde. Daarvandaan werd Lustig samen met andere gevangen op transport gezet naar concentratiekamp Dachau in Beieren. Lustig wist te ontsnappen en vluchtte naar Praag, waar hij onderdook en op 5 mei 1945 deelnam aan de opstand tegen de Duitse troepen. Enkel zijn moeder en zuster hadden de oorlog ook overleefd.

### Beroepsleven
Na de Tweede Wereldoorlog studeerde Lustig journalistiek aan de Karelsuniversiteit in Praag waar hij in 1948 afstudeerde. Tijdens zijn studie ging hij werken voor Radio Praha (Radio Praag) en versloeg hij onder meer de Arabisch-Israëlische Oorlog van 1948. Van 1948 tot 1956 werkte hij als correspondent voor de Tsjecho-Slowaakse radio in Europa, Azië en Noord-Amerika. In 1957 publiceerde Lustig zijn eerste boek: Noc a Naděje (Nacht en Hoop). Lustig was een van de belangrijkste critici van het communistische regime. In 1967 gaf hij zijn lidmaatschap van de communistische partij op, uit protest tegen de Tsjecho-Slowaakse regering die na de Zesdaagse Oorlog alle banden met Israël had verbroken.
Lustig schaarde zich in bij de reformist en politiek leider van Tsjecho-Slowakije op dat moment, de Slowaak Alexander Dubček, die de Praagse Lente inluidde in januari 1968; een periode van liberalisatie en het socialisme met een menselijk gezicht brak aan. Hij verliet Tsjecho-Slowakije nadat de landen van het Warschaupact binnen waren gevallen op 21 augustus 1968 om de Praagse Lente te beëindigen. Hij vertrok naar Israël, later werkte hij bij een filmstudio in het toenmalige Joegoslavië, in Zagreb, de hoofdstad van het tegenwoordige Kroatië. Hierna vertrok hij naar Des Moines, in de Amerikaanse staat Iowa, alwaar hij werkzaam was aan de private Drake University. Uiteindelijk belandde Lustig in 1973 in Washington D.C.. Hier was hij werkzaam als professor in Film en Literatuur aan de American University. Deze betrekking vervulde hij tot 2003, het jaar waarin zijn boek Krásné zelené oči (Mooie groene ogen) werd genomineerd voor de Pulitzerprijs.

### Latere leven en overlijden
In 2003 remigreerde Lustig definitief naar Praag. De toenmalige Tsjechische president en collega-auteur Václav Havel bezorgde hem een appartement in de Praagse burcht. In 2008 won Lustig de Tsjechische Franz Kafka-Prijs en een geldbedrag van zevenduizend euro. In 2009 werd Lustig genomineerd voor de Man Booker International Prize voor zijn gehele oeuvre, uiteindelijk won de Canadese Alice Munro. Op 11 mei 2009 kwam zijn vrouw, dichteres Vera Weislitzová (1927) te overlijden. Lustig overleed zelf op 28 februari 2012 aan de gevolgen van de Ziekte van Hodgkin waar hij reeds vijf jaar aan leed. Arnošt Lustig werd 84 jaar oud. Hij ligt begraven op de Nieuwe Joodse Begraafplaats in Praag.

## Prijzen en onderscheidingen
- 1963: Locarno Filmfestivalprijs
- 1966: Monte Carlo Filmfestivalprijs
- 1966: Tsjecho-Slowaakse Radiocoöperatieprijs in 1966 and 1967
- 1967: Gottwald Prize
- 1974: B'nai B'rith-prijs
- 1980: National Jewish Book Prijs voor de roman Dita Saxova
- 1994: Literaire prijs van de American Academy of Arts and Letters
- 2003: Genomineerd voor de pulitzerprijs voor het boek 'Krásné zelené oči' (Mooie groene ogen)
- 2008: Franz Kafka-prijs
- 2009: Genomineerd voor de Man Booker International Prize

## Werk

### Verhalen
- 1957: Noc a naděje (Nederlandse vertaling: De nacht en de hoop, 2012)
- 1958: Démanty noci (Diamanten van de nacht)
- 1959: Ulice ztracených bratří (De straat van de verloren broeders)
- 1961: První stanice štěstí (Eerste station geluk)
- 1962: Transport z ráje (Transport uit het paradijs)
- 1963: Nikoho neponížíš (Je zult niemand vernederen)
- 1966: Bílé břízy na podzim (Witte berken in de herfst)
- 1966: Propast: Román (Afgrond: Roman)
- 1968: Hořká vůně mandlí (De geur van bittere amandelen)

### Novellen
- 1961: Můj známý Vili Feld (Mijn vriend Vili Feld)
- 1962: Dita Saxová (Dita Saxová)
- 1964: Modlitba pro Kateřinu Horovitzovou (Een gebed voor Katharina Horowitz, Nederlandse vertaling: De reis van Katharina Horowitz, 1994)
- 1979: Nemilovaná: Z deníku sedmnáctileté Perly Sch. (De ongeliefde: Uit het dagboek van een zeventienjarige)

### Verzamelwerk
- 1962: Noc a den (Nacht en dag)
- 1964: Vlny v řece (Golven in de rivier)

### Romans
- 1968: Miláček (Lieveling)
- 1991: Tma nemá stín (Nederlandse vertaling: Het donker kent geen schaduw, 1995)
- 1991: Velká trojka (De grote trojka)
- Trilogie o osudech tří židovských žen (Trilogie over het lot van drie joodse vrouwen):
  - 1992: Colette: Dívka z Antverp (Colette: een meisje uit Antwerpen)
  - 1992: Tanga: Dívka z Hamburku (Tanga: een meisje uit Hamburg)
  - 2000: Lea: Dívka z Leeuwardenu (Lea: Een meisje uit Leeuwarden)
- 1994: Dům vrácené ozvěny (Het huis van de terugkerende echo's)
- 1995: Dívka s jizvou (Het meisje met het litteken)
- 1995: Kamarádi (kameraden)
- 1995: Modrý den (Een blauwe dag)
- 1995: Porgess (Porgess)
- 1997: Neslušné sny (Onfatsoenlijke dromen)
- 1998: Oheň na vodě: Povídky (Vuur op het water: Verhalen)
- 1999: Dobrý den, pane Lustig: Myšlenky o životě (Goedendag, mijnheer Lustig: Gedachten over het leven)
- 2000: Krásné zelené oči (Mooie groene ogen)
- 2002: Zasvěcení (Wijwater)
- 2007: Dita Saxonová (Dita Saxonová)

### Andere werken, Essays
- 2000: Odpovědi: Rozhovory s Harry Jamesem Cargassem a Michalem Bauerem (Antwoorden: Gesprekken met Harry Jamesem Cargassem en Michalem Bauerem)
- 2001: Eseje: Vybrané texty z let 1965–2000 (Essays: Geselecteerde teksten uit de jaren 1965 tot 2000)
- 2004: Esence (Essentie)

### Autobiografie
- 2002: 3x18 (Portréty a postřehy) (3x18 - Portretten en observaties)

## Verfilmingen
- 1963: Transport z ráje (Transport uit het paradijs) – regisseur: Zbyněk Brynych, film op IMDb.
- 1964: Démanty noci (Diamanten van de nacht) – regisseur: Jan Němec, film op IMDb.